# Miss International 1969
Miss International 1969, nona edizione di Miss International, si è tenuta presso Tokyo, in Giappone, il 13 settembre 1969. La britannica Valerie Holmes è stata incoronata Miss International 1969.

## Risultati

### Piazzamenti
| Risultato finale        | Concorrente |
| ----------------------- | --- |
| Miss International 1969 | - Regno Unito - Valerie Holmes |
| 2ª classificata         | - Finlandia - Satu Östring |
| 3ª classificata         | - Nicaragua - Maria Cuadra Lacayo |
| 4ª classificata         | - Svizzera - Jeanette Biffiger |
| 5ª classificata         | - Thailandia - Usanee Phenphimol |
| Semifinaliste           | - Australia - Janine Forbes - Brasile - Maria Alexandrino dos Santos - Filippine - Margaret Orbe Montinola - Giappone - Akemi Okemoto - Irlanda - Mary Kelly - Norvegia - Ingeborg Marie Sorensen - Nuova Zelanda - Deirdre Bruton - Spagna - Mery de Lara Caballero - Stati Uniti - Gayle Kovaly - Venezuela - Cristina Keusch Pérez |

### Riconoscimenti speciali
| Riconoscimento  | Concorrente                          |
| --------------- | ------------------------------------ |
| Miss Photogenic | - Finlandia - Satu Charlotta Östring |
| Miss Friendship | - Lussemburgo - Mireille Colling     |

## Concorrenti
- Argentina - Graciela Eva Arévalo
- Australia - Janine Forbes
- Austria - Crystl Holler
- Belgio - Josyjane Minet
- Bolivia - Erika Kohlenberger
- Brasile - Maria Lúcia Alexandrino dos Santos
- Canada - Nancy Wilson
- Ceylon - Shirline Clara Perera
- Colombia - Laura Fabiola Pimiento Barrera
- Corea del Sud - Kim Yoo-kyoung
- Costa Rica - Sonia Kohkemper
- Danimarca - Gitte Broge
- Ecuador - Alexandra Swanberg
- Filippine - Margaret Rose "Binky" Orbe Montinola
- Finlandia - Satu Charlotta Östring
- Francia - Sophie Yallant
- Germania - Brigitta Komorowski
- Giamaica - Audrey Dell
- Giappone - Akemi Okemoto
- Grecia - Rea Nikolaou
- Guam - Mercedes Rosario Rubic
- Hong Kong - Cecile McSmith
- India - Wendy Leslie Vaz
- Indonesia - Irma Hardisurya
- Irlanda - Mary Kelly
- Islanda - Helen Knutsdóttir
- Israele - Sara Dvir
- Italia - Juliana Lamberti
- Lussemburgo - Mireille Colling
- Malaysia - Pauline Chai Siew Phin
- Malta - Rose Barpy
- Marocco - Rahima Hachti
- Messico - Ana Maria Magaña
- Nicaragua - Maria Margarita Cuadra Lacayo
- Norvegia - Ingeborg Marie - Sorensen
- Nuova Zelanda - Deirdre Bruton
- Paesi Bassi - Els van der Kolk
- Portogallo - Maria Isabela Rosa Pinho
- Regno Unito - Valerie Susan Holmes
- Singapore - Jenny Serwan Wong
- Spagna - Mery de Lara Caballero
- Stati Uniti - Gayle Kovaly
- Svezia - Bodil Jensen
- Svizzera - Jeanette Biffiger
- Tahiti - Dominique Viloria Poemoana
- Thailandia - Usanee Phenphimol
- Tunisia - Rekaia Dekhil
- Venezuela - Cristina Keusch Pérez